# 華盛頓格羅夫 (馬里蘭州)
華盛頓格羅夫（英語：Washington Grove）是一個位於美國馬里蘭州蒙哥馬利縣的市鎮。

## 人口
根據2020年美國人口普查的數據，華盛頓格羅夫的面積為0.88平方千米，當中陸地面積為0.88平方千米，而水域面積為0.00平方千米。當地共有人口505人，而人口密度為每平方千米574人。